# Asclepias mellodora
Asclepias mellodora är en oleanderväxtart som beskrevs av Augustin François César Prouvençal de Saint-Hilaire.
Asclepias mellodora ingår i släktet sidenörter och familjen oleanderväxter. Inga underarter finns listade i Catalogue of Life.